# Michel De Samblanx
Michel De Samblanx (Wespelaar, 2 maart 1950) is voorzitter van het auditcomité van de federale overheid van België (ACFO).

## Loopbaan
De Samblanx studeerde aan de KU Leuven economische wetenschappen, werd Master of Arts in Oost-Europakunde en Master of Business Administration.
Hij is hoofddocent auditing aan het departement Accounting en Financiering van de Universiteit Antwerpen, docent interne controle aan de Université de Namur, academic director en docent aan de Antwerp Management School.
Hij maakt als financieel expert deel uit van de Cel voor Financiële Informatieverwerking ter bestrijding van het witwassen van geld en de financiering van terrorisme. 
In februari 2011 kwam er een einde aan zijn mandaat als voorzitter van het Auditcomité van de Vlaamse Administratie, waarvan hij tien jaar lang lid was geweest.
De Samblanx werd in 2010 de eerste voorzitter van het federaal auditcomité, bedoeld om de regering te adviseren omtrent het functioneren van de federale overheidsdiensten. Op 2 januari 2014 meldde de Tijd dat De Samblanx zijn ontslag indiende als voorzitter omdat de federale topambtenaren onvoldoende meewerken met de externe controle.
In december 2013 volgde hij Jo Hanssens op als voorzitter van Pax Christi Vlaanderen. Voordien was hij ook al lid van de Raad van Bestuur en van de financiële commissie van Pax Christi.
De Samblanx zetelt ook in de Raad van Bestuur van de vzw Huize Monnikenheide voor personen met een verstandelijke beperking en in het auditcomité van het Universitair Ziekenhuis Antwerpen.
- International Standard Name Identifier: 0000 0000 3667 9749
- Library of Congress Control Number: n2005038418
- Nederlandse Thesaurus van Auteursnamen: 26844854X
- Virtual International Authority File: 68336588
- WorldCat: E39PBJkHkvXJMJ4KMXcHHxQcyd